# Gabriel Pérès
 (septembre 2022).
 (février 2009).
Si vous disposez d'ouvrages ou d'articles de référence ou si vous connaissez des sites web de qualité traitant du thème abordé ici, merci de compléter l'article en donnant les références utiles à sa vérifiabilité et en les liant à la section « Notes et références ».
Pour les articles homonymes, voir Pérès.
Gabriel Pérès ( Gabriel Jean Germain Eugène Pérès ) est né le 8 avril 1920 à Carbonne (Haute-Garonne) et mort le 8 mars 2004 à Toulon (Var), est un vétérinaire, et professeur de physiologie générale et comparée. 
Il enseigna à l'université de Lyon, puis à l'université Claude-Bernard-Lyon-I. Il était directeur de l'Institut de biologie marine Michel-Pacha de Tamaris, à La Seyne-sur-Mer.

## Biographie

### Origines familiales et jeunesse
Gabriel Pérès est né le 6 avril 1920 à Carbonne (Haute-Garonne), non loin de Muret, au sud-ouest de Toulouse. Son père est vétérinaire : d'abord praticien, il entre dans l'administration et fait ainsi carrière comme directeur des services vétérinaires, à Albi, puis à Valence, avant d'occuper à partir de 1940 les fonctions de directeur des services vétérinaires du Rhône ; en même temps, il se livre à des recherches de zootechnie et de pathologie.

### Études
Le baccalauréat en poche, Gabriel Pérès devient en 1938, élève de l'École nationale vétérinaire de Lyon, tout en suivant certains enseignements de la Faculté de médecine et de la Faculté des sciences. La même année 1942 le voit licencié ès sciences, obtenir le certificat de microbiologie délivré par la Faculté de médecine de Lyon, et soutenir sa thèse de docteur vétérinaire devant la même Faculté, qui lui décerne à cette occasion une médaille d'argent. C'est à cette époque qu'il noua avec plusieurs de ses condisciples des liens d'étroite amitié, notamment avec Raymond Cœur, Jacques Euzéby et Michel Bertrand.[réf. nécessaire]
Sa thèse de médecine vétérinaire, intitulée Recherches sur l'utilisation du chien pour la préparation des sérums précipitants, lui avait été inspirée par Armand Tapernoux, professeur de physique, chimie et toxicologie.

## Carrière

### Débuts
Le professeur Daniel Cordier lui propose un poste d'assistant en 1950. Gabriel Pérès est d'abord chargé des démonstrations effectuées sur l'animal, puis il devint chef des travaux pratiques en titre, en 1956.

### Recherches sur le métabolisme protidique
Dès 1949, Gabriel Pérès commence au laboratoire de physiologie de la Faculté des sciences des recherches sur les modifications subies par les protéines sériques à la suite de diverses agressions, notamment les brûlures et le choc traumatique.

### Maître de conférences
Nommé maître de conférences en 1959, à la suite du transfert à Grenoble de Georges Dessaux dans une chaire de physiologie nouvellement instituée à la Faculté des sciences, Gabriel Pérès entreprend l'étude des effets métaboliques exercés par une hormone surrénalienne qui a été isolée quelques années auparavant par Thaddeus Reichstein (1897-1996), et que l'on connaît encore assez mal, l'aldostérone. Par ailleurs, il initie une recherche sur les effets métaboliques de l'atocophéryl-quinone, un analogue structurel du tocophérol, ou vitamine E. 
En 1984, Gabriel Pérès, tout en continuant d'assurer certains enseignements, en particulier sur les animaux marins, décide de se décharger des enseignements d'endocrinologie qu'il donnait à Lyon dans la maîtrise de physiologie. Il décide la même année de confier la direction de son laboratoire lyonnais à Georges Zwingelstein, devenu directeur de recherches au CNRS. Outre les tâches qu'il assume à Lyon, Gabriel Pérès s'occupe très activement depuis 1961 de la direction du Laboratoire maritime de Tamaris. Il décide de se consacrer désormais exclusivement à cette dernière fonction.

### Directeur de l'Institut Michel-Pacha

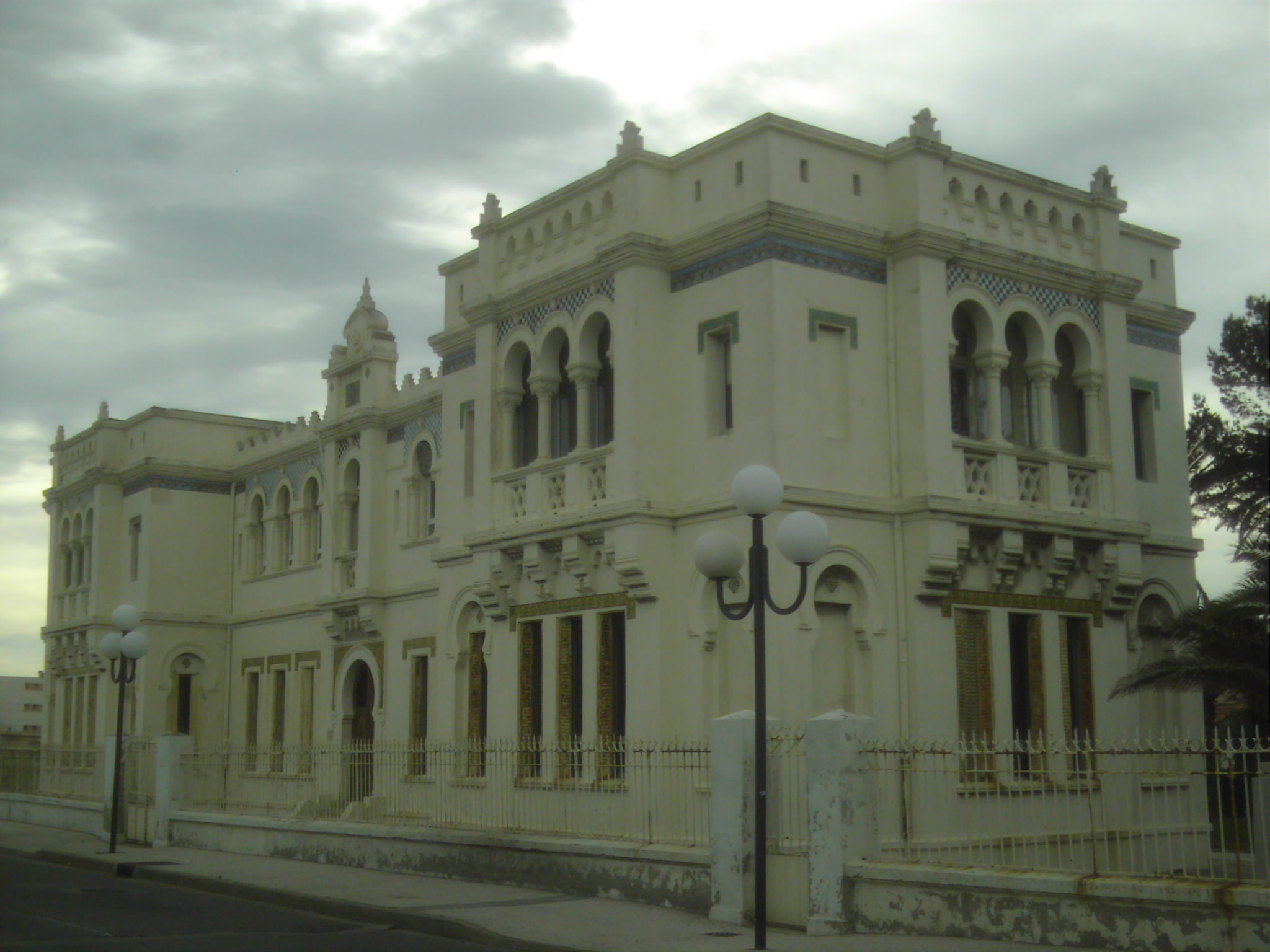
L'Institut Michel-Pacha, à Tamaris (La Seyne-sur-Mer)

Lorsqu'il devient titulaire de la chaire de physiologie comparée, Gabriel Pérès devient du même coup le directeur de ce que l'on nommait alors la Station maritime de Biologie de Tamaris.
Sise dans la baie du Lazaret, en face de Toulon, un bâtiment de style mauresque abrite depuis 1900 le laboratoire maritime de physiologie construit pour une large part grâce au don généreux de Michel Pacha, qui, en 1890, offre à l'Université de Lyon, à la prière de Raphaël Dubois, le terrain et les matériaux nécessaires à la construction, sous la condition que le nouveau laboratoire maritime serait affecté aux recherches physiologiques et constituerait une annexe de la chaire de physiologie générale.
Sitôt nommé, Gabriel Pérès, qui jusqu'alors avait été tenu à l'écart de Tamaris (il travaillait aux Terrasses pendant l'été), décide de redonner vie à la station, et de l'ouvrir désormais de façon permanente. 
II y vient régulièrement lui-même et obtint de certains de ses collaborateurs qu'ils y fassent des séjours prolongés, jusqu'au moment où un universitaire réside en permanence au laboratoire (d'abord Maurice Buclon, puis Gérard Brichon), il y organise des stages d'étudiants, qui donnent naissance plus tard à des certificats spécialisés. Il y accueille des collègues français et étrangers, nouant avec plusieurs de ceux-ci de fructueuses collaborations (Ion Motelica, Robert Crane, Ernest Schoffeniels, Wanda Leyko...). 
La création d'un périodique scientifique, les Annales de l'Institut de biologie marine Michel Pacha, suivie de celle des Acta Ichthyophysiologica, permet l'enrichissement rapide de la bibliothèque de l'Institut par échange avec d'autres revues similaires.
Gabriel Pérès obtient du recteur Louis des travaux d'aménagement puis la construction d'un nouveau bâtiment inauguré le 28 décembre 1968 qui abrite un vivier bien équipé, un grand laboratoire de recherche ainsi qu'un petit bâtiment pour le logement des étudiants participant aux stages. Il peut également obtenir en 1965 du CNRS les crédits nécessaires pour la construction d'un bateau, le professeur Raphaël Dubois, appelé à remplacer le Ville de Lyon, une embarcation légère acquise bien avant la guerre.
Enfin, il engage une active politique de collaboration avec les organismes de recherche qui s'implantent dans la région, le CNEXO, le Centre d'études et de recherches biologiques de la Marine (CERBM), la Fondation océanographique Paul-Ricard, puis l'université de Toulon et du Var.
Pour expliciter durablement la vocation de la station, Gabriel Pérès lui fait donner le nom d'Institut Michel-Pacha (Laboratoire maritime de physiologie).
Dans la notice de travaux établie par Gabriel Pérès peu avant son départ à la retraite (1er septembre 1989) les sujets de recherches portant sur les animaux aquatiques, absents de l'exposé de titres de 1961, ont pris progressivement une très grande place. 
Ayant pris conseil auprès de spécialistes de la physiologie et de la biologie des poissons, notamment de Maurice Fontaine, professeur au Muséum, et directeur de l'Institut océanographique de Paris, il consacre une part de plus en plus grande de son activité scientifique à la physiologie des animaux aquatiques, qu'ils soient marins ou habitants des eaux douces.